# Новооренбурзька сільська рада
Новооренбу́рзька сільська рада (рос. Новооренбургский сельский совет) — сільське поселення у складі Кваркенського району Оренбурзької області Росії.
Адміністративний центр — село Новооренбург.

## Населення
Населення — 268 осіб (2019; 638 в 2010, 868 у 2002).

## Склад
До складу сільської ради входять:
| Населений пункт      | Населення, осіб (2002) | Населення, осіб (2010) |
| -------------------- | ---------------------- | ---------------------- |
| Караганський, селище | 140                    | 92                     |
| Новооренбург, село   | 497                    | 430                    |
| Свободний, селище    | 231                    | 116                    |